# Ialyssos
Ialyssos (en grec ancien : Ιαλυσός), est une ancienne cité grecque de l'île de Rhodes. Le site archéologique est situé à côté de la ville moderne de Triánta dans le district régional grec d'Égée-Méridionale.

## Histoire
La cité antique de Ialyssos était l'antique Ialyse, l'une des premières Polis fondée au XIe siècle av. J.-C. par les Doriens qui évincèrent les Phéniciens. Mais le lieu était déjà habité aux époques minoenne, mycénienne et phénicienne. Ialyssos était l’une des trois villes célèbres de Rhodes pendant l’antiquité. La cité antique s'élève sur le mont Filérimos qui domine la plaine jusqu'à la côte.
Diagoras de Rhodes, l'un des plus fameux athlètes grecs de l'Antiquité, était originaire de cette cité grecque. La cité antique de Ialyssos déclina dès le IVe siècle av. J.-C. avec la fondation de la ville de Rhodes. La cité fut même abandonnée sous l'Empire romain. Sous l'Empire byzantin, Ialyssos fut fortifiée. Au XIIe siècle fut édifié un monastère consacré à Notre-Dame de Filérimos.
En 1306, elle fut prise par les chevaliers de l'ordre de Saint-Jean de Jérusalem qui édifièrent un château mêlant les styles gothique et roman.
En 1522, la ville fut conquise par les troupes de l'Empire ottoman de Soliman le Magnifique.
La cité antique possède notamment une acropole et un temple dédié à Athéna la déesse poliade de Ialyssos.

## Galerie

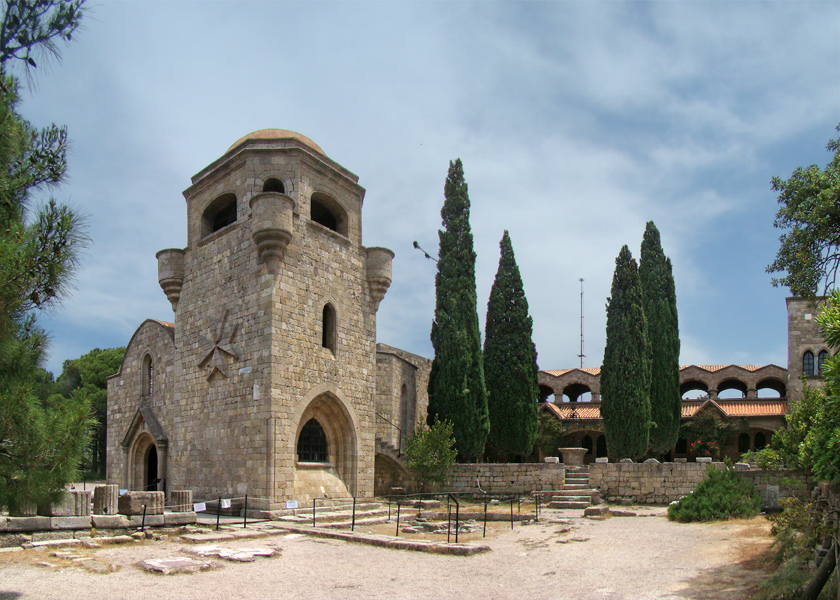
Le monastère de Notre-Dame de Filerimos.
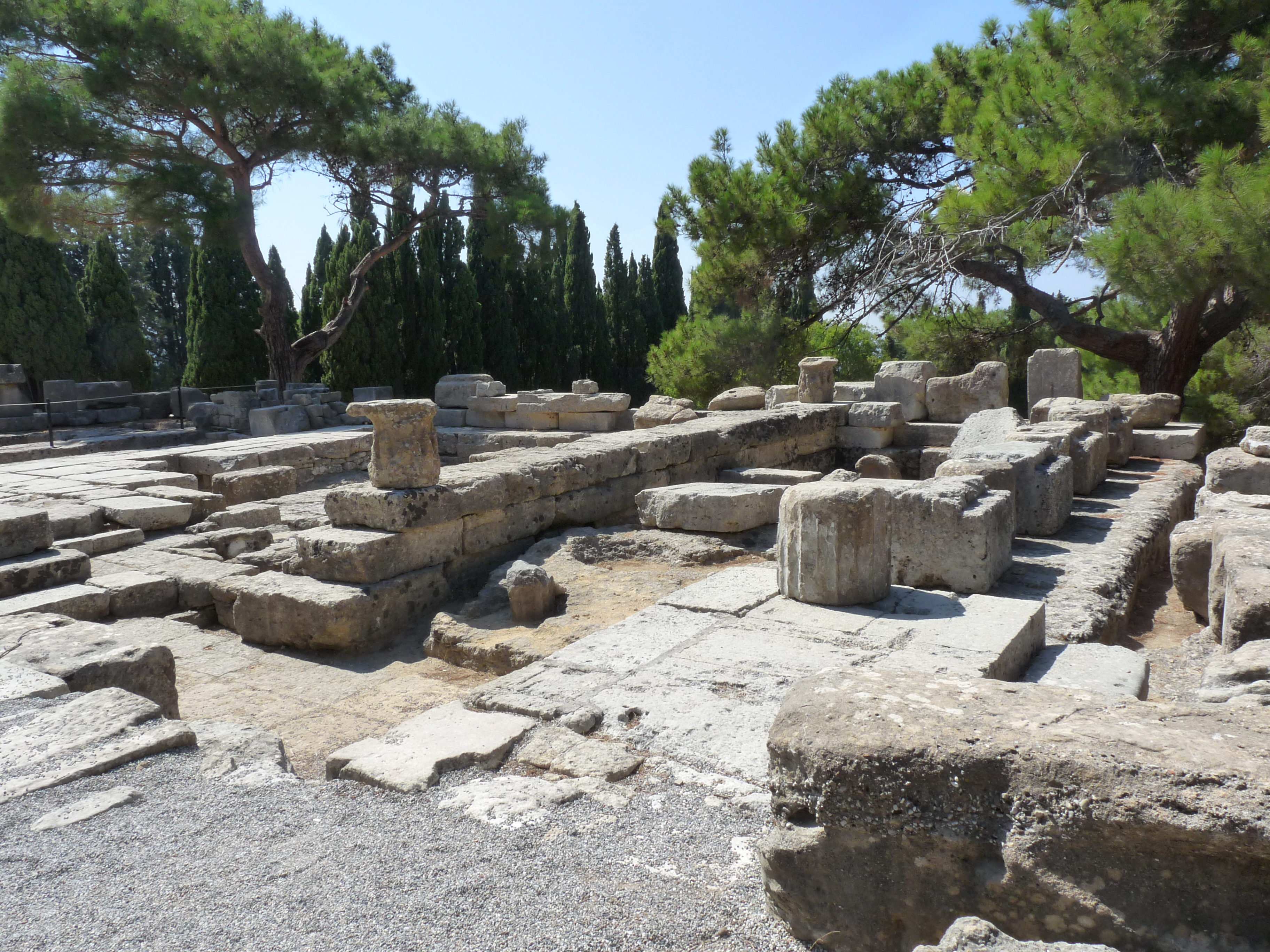
Ruines du temple d'Athéna Poliade.